# Christopher Masterson
Christopher Kennedy Masterson (Long Island (New York), 22 januari 1980) is een Amerikaans acteur en voormalig kindster.
Hij acteert sinds 1988 en is vooral bekend van de serie Malcolm in the Middle. Hij maakte zijn debuut in Hollywood in de film Scary Movie 2 (2001), hoewel hij in 1998 ook in de populaire film American History X te zien was.
Zijn oudere broer is acteur Danny Masterson.